# Karl Neuwirth
Karl Neuwirth (* 21. Jänner 1932 in Gschwandt; † 13. Juni 2016 in Laakirchen) war ein österreichischer Politiker (SPÖ) und Keramiker. Neuwirth war zwischen 1983 und 1993 Abgeordneter zum Österreichischen Nationalrat.
Neuwirth besuchte von 1938 bis 1946 acht Klassen der Volksschule und besuchte zwischen 1959 und 1962 verschiedene Kurse der Arbeiterkammer und der Gewerkschaft. Zudem absolvierte er von 1963 bis 1964 die Sozialakademie der Kammer für Arbeiter und Angestellte. Neuwirth arbeitete zwischen 1946 und 1949 als Landarbeiter und war von 1949 bis 1954 als Papierfacharbeiter tätig. Ab 1954 arbeitete er als Keramiker bei der Österreichischen Sanitär- und Porzellanindustrie AG (ÖSPAG) in Gmunden. Dort hatte er ab 1965 die Funktion des Zentralbetriebsratsobmanns der ÖSPAG inne, zudem war er Mitglied des ÖSPAG-Aufsichtsrates.
Neuwirth wurde 1967 Mitglied des Gemeinderates von Laakirchen und stieg 1968 zum Mitglied des Gemeindevorstandes auf. 1971 übernahm er das Amt des Vizebürgermeisters, 1979 wurde er zum Bürgermeister gewählt. Er hatte ab 1983 zudem die Funktion des Bezirksparteivorsitzenden der SPÖ Gmunden inne und war Obmann der sozialistischen Fraktion der Gewerkschaft der Bau- und Holzarbeiter des Landesverbandes Oberösterreich. Zwischen dem 19. Mai 1983 und dem 30. November 1993 vertrat er die SPÖ im Nationalrat.

## Auszeichnungen
- Großes Silbernes Ehrenzeichen für Verdienste um die Republik Österreich